# Светско првенство у хокеју на леду 1947.
Светско првенство у хокеју на леду 1947. било је 14. по реду такмичењу за титулу светског првака у хокеју на леду у организацији Светске хокејашке федерације (ИИХФ). Европске репрезентације уједно су се такмичиле за 25. титулу европског првака. Било је то прво светско првенство у хокеју на леду након седмогодишње паузе услед Другог светског рата. Турнир се одржавао од 15. до 23. фебруара 1947. у Чехословачкој, а све утамице игране су у Прагу. Био је то 3. пут да је Чехословачка организовала турнир хокејашког светског првенства.
На првенству је учестовало укупно 8 тимова, а турнир се играо по лигашком систему у седам кола. Репрезентација Канаде која је пре овог првенства освојила 11 титула светског првака по први пут није бранила титулу. Канађани су одбили да учествују на првенству због несугласица са ИИХФ због статуса и дефинисања професионалних играча. Пре почетка такмичења извршене су многобројне промене у самом систему игре. Свака утакмица је временски стандардизована на три периода од по 20 минута, а стандардизоване су и димензије гола. Укинута су искључења у трајању од једног и три минута, те уведени пенали. Због политике забрањено је учешће репрезентацијама Јапана и Немачке.
Неучешће актуелних светских првака Канађана на најбољи могући начин искористила је селекција домаћина Чехословачке која је освојила своју прву титулу светског првака. Сребро је припало селекцији Шведске, док је бронзану медаљу освојила репрезентација Аустрије којој је доељено и признање за фер-плеј.
Најефикаснији играч првенства био је нападач домаће селекције Владимир Забродски са постигнутих чак 29 голова у седам одиграних утакмица. На првенству је одиграно укупно 28 утакмица, постигнуте је 337 голова, или у просеку чак 12,04 гола по утакмици.

## Учесници турнира
На првенству је учестовало свега 8 екипа, седам из Европе и једна из Северне Америке. Због политике забрањено је учешће репрезентацијама Јапана и Немачке.
| - Аустрија - Белгија - Пољска - Румунија | - Сједињене Државе - Чехословачка - Швајцарска - Шведска |

## Резултати и табела
Свих 8 репрезентација такмичило се у једној групи. По први пут играло се по лигашком систему у седам кола, а победник је одређен на основу укупног броја освојених бодова на крају турнира. Победа се вредновала са 2, а нерешен исход са једним бодом.

### Резултати
| 15. фебруар 1947. | Праг | Аустрија         | 10 : 2 | Пољска           |  | (3:1, 2:1, 5:0)  |
| 15. фебруар 1947. | Праг | Чехословачка     | 23 : 1 | Румунија         |  | (4:0, 7:1, 12:0) |
| 15. фебруар 1947. | Праг | Шведска          | 4 : 4  | Швајцарска       |  | (2:2, 1:0, 1:2)  |
|                   |      |                  |        |                  |  |                  |
| 16. фебруар 1947. | Праг | Шведска          | 24 : 1 | Белгија          |  | (8:0, 7:1, 9:0)  |
| 16. фебруар 1947. | Праг | Пољска           | 6 : 0  | Румунија         |  | (2:0, 1:0, 3:0)  |
| 16. фебруар 1947. | Праг | Сједињене Државе | 4 : 3  | Швајцарска       |  | (0:0, 3:2, 1:1)  |
|                   |      |                  |        |                  |  |                  |
| 17. фебруар 1947. | Праг | Аустрија         | 14 : 5 | Белгија          |  | (2:0, 6:0, 6:5)  |
| 17. фебруар 1947. | Праг | Швајцарска       | 13 : 3 | Румунија         |  | (7:0, 0:2, 6:1)  |
| 17. фебруар 1947. | Праг | Шведска          | 4 : 1  | Сједињене Државе |  | (1:0, 2:0, 1:1)  |
|                   |      |                  |        |                  |  |                  |
| 18. фебруар 1947. | Праг | Чехословачка     | 13 : 5 | Аустрија         |  | (2:3, 6:0, 5:2)  |
| 18. фебруар 1947. | Праг | Сједињене Државе | 13 : 2 | Белгија          |  | (5:1, 5:0, 3:1)  |
| 18. фебруар 1947. | Праг | Шведска          | 5 : 3  | Пољска           |  | (0:1, 4:1, 1:1)  |
|                   |      |                  |        |                  |  |                  |
| 19. фебруар 1947. | Праг | Аустрија         | 6 : 5  | Сједињене Државе |  | (2:1, 2:3, 2:1)  |
| 19. фебруар 1947. | Праг | Шведска          | 15 : 3 | Румунија         |  | (6:2, 6:0, 3:1)  |
| 19. фебруар 1947. | Праг | Чехословачка     | 12 : 0 | Пољска           |  | (3:0, 2:0, 7:0)  |
| 19. фебруар 1947. | Праг | Швајцарска       | 12 : 2 | Белгија          |  | (3:1, 7:0, 2:1)  |
|                   |      |                  |        |                  |  |                  |
| 20. фебруар 1947. | Праг | Сједињене Државе | 15 : 3 | Румунија         |  | (6:0, 3:1, 6:2)  |
| 20. фебруар 1947. | Праг | Пољска           | 11 : 1 | Белгија          |  | (1:0, 6:0, 4:1)  |
| 20. фебруар 1947. | Праг | Чехословачка     | 6 : 1  | Швајцарска       |  | (2:1, 2:0, 2:0)  |
|                   |      |                  |        |                  |  |                  |
| 21. фебруар 1947. | Праг | Аустрија         | 12 : 1 | Румунија         |  | (2:0, 5:0, 5:1)  |
| 21. фебруар 1947. | Праг | Сједињене Државе | 3 : 2  | Пољска           |  | (1:0, 1:2, 1:0)  |
| 21. фебруар 1947. | Праг | Чехословачка     | 24 : 0 | Белгија          |  | (9:0, 5:0, 10:0) |
|                   |      |                  |        |                  |  |                  |
| 22. фебруар 1947. | Праг | Румунија         | 6 : 4  | Белгија          |  | (2:1, 3:0, 1:3)  |
| 22. фебруар 1947. | Праг | Швајцарска       | 5 : 0  | Аустрија         |  | (3:0, 0:0, 2:0)  |
| 22. фебруар 1947. | Праг | Чехословачка     | 1 : 2  | Шведска          |  | (0:1, 0:1, 1:0)  |
|                   |      |                  |        |                  |  |                  |
| 23. фебруар 1947. | Праг | Швајцарска       | 9 : 3  | Пољска           |  | (3:1, 1:0, 5:2)  |
| 23. фебруар 1947. | Праг | Аустрија         | 2 : 1  | Шведска          |  | (1:0,0:0,1:1)    |
| 23. фебруар 1947. | Праг | Чехословачка     | 6 : 1  | Сједињене Државе |  | (2:0, 1:1, 3:0)  |

### Табела
| #  | Репрезентација   | Ут | П | Нер | И | ГД | ГП  | ГР  | Бод |
| -- | ---------------- | -- | - | --- | - | -- | --- | --- | --- |
| 1. | Чехословачка     | 7  | 6 | 0   | 1 | 85 | 10  | +75 | 12  |
| 2. | Шведска          | 7  | 5 | 1   | 1 | 55 | 15  | +40 | 11  |
| 3. | Аустрија         | 7  | 5 | 0   | 2 | 49 | 32  | +17 | 10  |
| 4. | Швајцарска       | 7  | 4 | 1   | 2 | 47 | 22  | +25 | 9   |
| 5. | Сједињене Државе | 7  | 4 | 0   | 3 | 42 | 26  | +16 | 8   |
| 6. | Пољска           | 7  | 2 | 0   | 5 | 27 | 40  | –13 | 4   |
| 7. | Румунија         | 7  | 1 | 0   | 6 | 17 | 88  | –71 | 2   |
| 8. | Белгија          | 7  | 0 | 0   | 7 | 15 | 104 | –89 | 0   |

## Коначни пласман и признања

### Коначан пласман
Коначан пласман на светском првенству 1947. био је следећи:
|    | Чехословачка     |
| 2  | Шведска          |
| 3  | Аустрија         |
| 4. | Швајцарска       |
| 5. | Сједињене Државе |
| 6. | Пољска           |
| 7. | Румунија         |
| 8. | Белгија          |

## Најбољи стрелци
1. Владимир Забродски 29 голова
2. Ларс Јунгман 19 голова
3. Јарослав Дробни 15 голова
4. Оскар Новак 14 голова
5. Станислав Конопасек 14 голова

## Састав репрезентације Чехословачке
| Поз. | Репрезентација | Састав репрезентације |
| ---- | -------------- | --- |
| 1.   | Чехословачка   | Бохумил Модри, Здењек Јарковски, Јосеф Троусилек, Вилибалд Штјовик, Франтишек Пацалт, Мирослав Слама, Милослав Покорни, Ладислав Тројак, Владимир Забродски, Станислав Конопасек, Јосеф Кус, Јарослав Дробни, Карел Стибор, Вацлав Розињак, Владимир Боузек |